# Tamar (déesse)
Vous pouvez aider à l'améliorer ou bien discuter des problèmes sur sa page de discussion.
- Son contenu est peut-être sujet à caution et doit absolument être sourcé. Si vous connaissez le sujet traité ici, vous pouvez le retravailler à partir de sources pertinentes en utilisant notamment les notes de bas de page. (Marqué depuis février 2021)
- Il n’est pas rédigé dans un style encyclopédique. (Marqué depuis mars 2019)
- Il est orphelin : moins de trois articles lui sont liés. Aidez à ajouter des liens en plaçant le code [[Tamar (déesse)]] dans les articles relatifs au sujet. (Marqué depuis mars 2019)

- Archive Wikiwix
- Bing
- Cairn
- DuckDuckGo
- E. Universalis
- Gallica
- Google
- G. Books
- G. News
- G. Scholar
- Persée
- Qwant
- (zh) Baidu
- (ru) Yandex
- (wd) trouver des œuvres sur Wikidata

Dans la mythologie géorgienne, Tamar (en géorgien : თამარი) est une déesse « guérisseuse, faiseuse de miracles, sachant gouverner le temps et transformer la nature ».
Tamar a asservi Dilis Varskvlavi (l'étoile du matin) qui était le maître de l'hiver, chaque fois qu'il s'échappait, la neige commençait à tomber mais chaque année, elle le capturait et amenait l'été.
Elle s'appelait « l’œil de la Terre » et était vierge, elle chevauche les airs sur un serpent sellé et bridé d'or.
Beaucoup de femmes portent son nom car elle est un symbole important de la culture géorgienne.